# Réparation de l'ADN

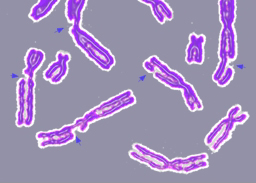
Chromosomes montrant de nombreuses lésions.

La réparation de l'ADN est un ensemble de processus par lesquels une cellule identifie et corrige les dommages aux molécules d'ADN qui codent son génome. Dans les cellules, l'acide désoxyribonucléique (ADN) est soumis continuellement à des activités métaboliques normales et à des facteurs environnementaux portant atteinte à son intégrité. Ces facteurs environnementaux sont le plus souvent de nature chimique comme les radicaux libres de l'oxygène et les agents alkylants, ou physique, comme les radiations ultraviolettes et les rayonnements ionisants. On estime entre mille et plus d'un million le nombre de lésions par cellule et par jour. Beaucoup de ces lésions provoquent de tels dommages que la cellule elle-même ne pourrait se reproduire ou donnerait naissance à des cellules-filles non viables si n'intervenaient les différents processus de réparation.
La vitesse et le taux de réparation de l'ADN dépendent de nombreux facteurs, comme le type de cellule, l'âge de la cellule et l'environnement extracellulaire. Une cellule qui a accumulé une grande quantité de dommages à son ADN, ou une cellule qui n'est plus capable d'effectuer efficacement les réparations des dommages subis par son ADN, peut entrer dans l'un des trois états suivants : 
- un état de dormance irréversible, connu sous le nom de sénescence ;
- une mort par suicide cellulaire, également connue sous le nom d'apoptose ou mort cellulaire programmée ;
- une division cellulaire non contrôlée qui va conduire à la formation d'une tumeur cancéreuse.

La capacité de réparation de l'ADN d'une cellule est essentielle à l'intégrité de son génome et, donc, à son fonctionnement normal et à celui de l'organisme. On a montré que de nombreux gènes dont on avait découvert qu'ils influençaient la durée de la vie, étaient en fait impliqués dans la réparation de l'ADN. Le fait de ne pas corriger les lésions moléculaires dans les cellules-souches qui formeront les gamètes, va induire des mutations dans le génome de la descendance et exercer ainsi une influence sur l'évolution de l'espèce.

## Les six grands systèmes de réparation
Ces stress induisent des modifications chimiques des bases nucléiques de l'ADN, des cassures simple brin de l'ADN, des pontages intrabrins et interbrins, des pontages ADN protéines et finalement des cassures double brin de l'ADN détruisant ainsi l'intégrité du chromosome. Pour répondre à ces stress, la cellule a développé des systèmes complexes lui permettant de sonder son ADN et, si nécessaire, de le réparer. Six grands systèmes de réparation existent au sein des cellules vivantes : 
- La réparation directe de la lésion (photolyase pour les dimères de thymine, méthyltransférases pour m6G, m1A, m3C),
- La réparation par excision de base ou base excision repair (BER),
- La réparation par excision de nucléotides nucleotide excision repair (NER),
- La réparation des mésappariements ou mismatch repair (MMR),
- La réparation par jonction d'extrémités non homologues (NHEJ),
- La réparation par recombinaison homologue.

La première catégorie comprend des mécanismes ad hoc, spécifiques d'un type de lésion donnée. Les cinq derniers systèmes sont généralistes et sont chacun capable de réparer un ensemble de lésions diverses.

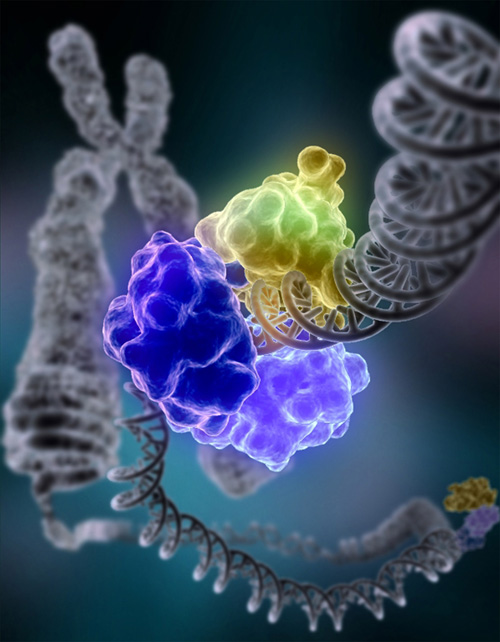
DNA ligase I réparant des dommages causés à un chromosome

## Détection des dommages de l'ADN
La cellule dispose de plusieurs "sondes" lui permettant de détecter les dommages de l'ADN. Ces sondes sont des protéines (glycosylase, PARP1, XPC, MRN, ATM et RPA) qui vont être capables de détecter spécifiquement les différentes altérations susceptibles de se produire sur l'ADN. Chaque système de réparation utilise ses sondes spécifiques. Ces différentes sondes vont reconnaître et se fixer à des structures anormales présentes au sein de l'ADN, dimère de base nucléique, base nucléique modifiée, ADN et protéines pontés, ADN simple brin, distorsion de la double hélice.

## Préparation de la réparation
Avant d'être réparés, les composants altérés de l'ADN doivent être retirés. En effet, lorsque l'ADN est cassé, l'un des brins est dégradé sur quelques nucléotides. Pour ces différents processus la cellule fait appel à des enzymes (glycosylase, endonucléase et exonucléase). L'ADN marqué par les sondes de détection des cassures permet le recrutement de ces enzymes et l'élimination des structures anormales ou la dégradation des nucléotides nécessaire pour la réparation.

## Synthèse du brin d'ADN permettant la réparation
Une fois les éléments abîmés enlevés ou après dégradation d'un des deux brins, la cellule synthétise un nouveau brin d'ADN en se servant comme matrice du simple brin restant, voire de l'hélice d'ADN sœur non endommagée. (Chaque région du génome est représentée par deux hélices possédant 2 brins d'ADN chacune, chez les espèces diploïdes). Cette synthèse d'ADN nécessite l'activité d'une ADN polymérase qui va synthétiser un nouveau brin d'ADN à partir de la séquence d'ADN du brin non altéré.

## Fin de la réparation
Une fois l'ADN abîmé remplacé par le nouveau, une ligase permet de suturer le dernier nucléotide synthétisé par l'ADN polymérase au premier nucléotide conservé du brin d'ADN initial.

## Réparation de l'ADN et cancérogénèse
Les mécanismes de réparation de l'ADN garantissent la stabilité du génome. Il est donc naturel qu'un organisme présentant des perturbations de ces mécanismes développe des tumeurs cancéreuses. La recherche d'anomalies des mécanismes de réparation de l'ADN est entrée dans la pratique courante et permet de diagnostiquer des cancers d'origine génétique :
- les mutations des gènes BRCA1 et BRCA2, molécules intervenant dans les réparations par recombinaison homologue pour le cancer du sein d'origine génétique ;
- les mutations des enzymes intervenant dans la réparation des mésappariements (mismatch repair ou MMR) dans le cancer du côlon lié au syndrome HNPCC ;
- les mutations des enzymes liées aux réparations par excision de nucléotide pour le xeroderma pigmentosum.

Par ailleurs ces mécanismes peuvent également servir de cible pour les traitements anticancéreux, leur blocage entrainant une multiplication des lésions de l'ADN, favorisant ainsi le passage en apoptose. Ainsi les inhibiteurs de PARP, enzymes intervenant dans la réparation par excision de base, sont étudiés dans les tumeurs du sein et de l'ovaire qui présentent déjà des anomalies de la réparation de l'ADN, du fait soit d'une mutation de BRCA1 ou BRCA2, soit d'une méthylation de ces mêmes gènes empêchant leur expression.